# Erythropodium astreoide
Erythropodium astreoide är en korallart som beskrevs av Studer. Erythropodium astreoide ingår i släktet Erythropodium och familjen Anthothelidae. Inga underarter finns listade i Catalogue of Life.